# 170 г. пр.н.е.
170 (сто и седемдесета) година преди новата ера (пр.н.е.) е година от доюлианския (Помпилийски) римски календар.

## Събития

### В Римската република
- Консули са Авъл Хостилий Манцин и Авъл Атилий Серан.
- В Близка Испания избухва въстание.[1]
- Гай Лукреций Гал е отзован в Рим, за да бъде съден от народните трибуни Марк Ювенций Тална и Гней Ауфидий и наказан да плати гoляма парична сума заради неправомерното си поведение в Гърция.[2]

### На Балканите
- В хода на Трета македонска война се води нерешителна военна кампания, но цар Персей Македонски успява да си възвърне контрола над Северна Тесалия.[1]
- Епирски заговор за отвличане на консула Хостилий.[1]

## Родени
- Атал III, последен цар на Пергам (умрял 133 г. пр.н.е.)
- Дионисий Тракийски, елинистичен граматик (умрял 90 г. пр.н.е.)
- Луций Акций, римски поет на трагедии (умрял 90 г. пр.н.е.)

## Починали
- Гай Ливий Салинатор, римски политик (роден 234 г. пр.н.е.)
- Антиох,[1] син на Селевк IV Филопатор